# Hingyon

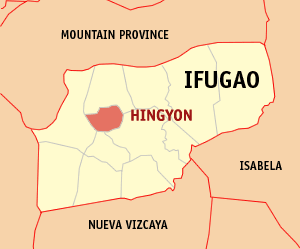
Bản đồ Ifugao với vị trí của Hingyon

Hingyon là một đô thị hạng 5 ở tỉnh Ifugao, Philippines. Theo điều tra dân số năm 2000 của Philipin, đô thị này có dân số 9.769 người trong 2.063 hộ.

## Các đơn vị hành chính
Hingyon được chia ra 12 barangay.
- Anao
- Bangtinon
- Bitu
- Cababuyan
- Mompolia
- Namulditan
- O-ong
- Piwong
- Poblacion (Hingyon)
- Ubuag
- Umalbong
- Northern Cababuyan